# Patience Cleveland
Patience M. Cleveland (23 de mayo de 1931 - 27 de mayo de 2004) era una actriz de cine y televisión estadounidense. 

## Vida personal
Patience Cleveland nació en la Ciudad de Nueva York, la más joven de seis hermanos, en una familia de Nuevo Hampshire, donde se crio. Sus padres eran el Dr.  Mather Cleveland, M.D. y su mujer, Susan Colgate Cleveland. Su padre escribió New Hampshire and the Civil War and the Civil War y The Orthopedic Service at St.Luke's Hospital, New York City, 1859-1968. Su familia tiene largos lazos con la Universidad Colby-Sawyer, donde los papeles familiares, incluyendo los suyos propios, están archivados.

## Educación
Cleveland se graduó en Miss Porter's School y en Smith College. 

## Carrera
Cleveland escribió el libro infantil, El León Está Ocupado, el cual fue publicado en 1963.
Cleveland apareció en muchas series de televisión, incluyendo Seinfeld, Everybody Loves Raymond, That's Life , The Drew Carey Show, Angel, ER, y Green Acres, junto con dar voz en series tales como Harvey Birdman, Attorney at Law, así como en muchos anuncios para televisión. Actuó en vairas películas, incluyendo a Roberta Sparrow, también conocida como "Abuelita Muerte" en la película de culto de 2001 Donnie Darko. 

## Matrimonio
Patience Cleveland se casó con Peter S. Hobbs el 24 de octubre de 1965, en Los Ángeles, California. No tuvieron hijos y se divorciaron en 1968.

## Muerte
Patience Cleveland murió de cáncer en Santa Mónica (California), cuatro días después de su 73.er cumpleaños.

## Filmografía parcial
| Año  | Título           | Papel                   | Notas        |
| ---- | ---------------- | ----------------------- | ------------ |
| 2002 | Taking the Wheel | La Madre                | n/Un         |
| 2001 | Donnie Darko     | Abuelita Muerte/Roberta | n/ SparrowUn |
| 2000 | Get Your Stuff   | Lillian                 | n/Un         |
| 1989 | Nowhere to Run   | Abuelita Franklin       | n/Un         |
| 1986 | Psycho III       | Hermana Margaret        | n/Un         |
| 1985 | Lies             | Tía Louise              | n/Un         |
| 1967 | Fitzwilly        | Dolly                   | n/Un         |